# Porcellionides instinctus
Porcellionides instinctus är en kräftdjursart som först beskrevs av Gustav Budde-Lund 1885.  Porcellionides instinctus ingår i släktet Porcellionides och familjen Porcellionidae. Inga underarter finns listade i Catalogue of Life.